# Y’all Ready Know
Y'all Ready Know — второй сингл в американском издании и третий — в европейском издании с компиляции ShadyXV группы Slaughterhouse. Официальная премьера сингла состоялась 4 ноября 2014 года, в то же время компиляция ShadyXV стала доступна для предзаказа на iTunes. Продюсировал сингл DJ Premier.

## Клип
Одновременно с анонсом сингла состоялась премьера клипа на этот трек, который опубликовали на видеохостинге YouTube.